# Розова, Надежда Николаевна
Надежда Николаевна Розова (1932, Михайловка, Нижне-Волжский край — 2005) — птичница совхоза «Себровский». Герой социалистического труда (1971).

## Биография
Родилась в 1932 года в поселке Михайловка.
Окончила сельскохозяйственную школу, после чего поехала учиться в Ленинград. Не поступив ни в один институт, устроилась чертежницей в одну из ленинградских строительных компаний. Через четыре года вернулась на родину, где работала цыплятницей, подменной и ночной птичницей в батарейном цехе совхоза «Себровский». Стала высококлассным специалистом, постоянна занимала самообразованием: изучала литературу по птицеводству, слушала лекции специалистов, посещала всесоюзные курсы в Краснодаре, побывала на всемирной выставке птицеводов в Киеве. В 1996—1970 годах она получила по 214 яиц от каждой курицы, что стало лучшим результатом области.
В 1972 году избиралась делегатом XV съезда профсоюзов СССР.
Скончалась в 2005 году.

## Награды
- Орден Ленина (1971);
- Ордена Трудового Красного Знамени (1966, 1976);
- Медаль «Серп и Молот» (1971)[1].